# لیگ آزادگان ۱۳۷۱
لیگ آزادگان ۱۳۷۱ دومین دوره جام آزادگان و یازدهمین دوره لیگ فوتبال ایران که توسط فدراسیون فوتبال ایران برگزار شد.
تیم پاس تهران برای دومین باز پیاپی، برای چهارمین بار قهرمان این دوره از رقابت‌ها شد و به مسابقات جام باشگاه‌های آسیا ۹۴–۱۹۹۳ راه پیدا کرد و تیم نایب قهرمان پرسپولیس  تهران هم به مسابقات جام برندگان جام آسیا ۹۴–۱۹۹۳ راه یافت.

## حاشیهٔ جنجالی لیگ
نتایج ضعیف استقلال تهران و سقوط به دسته سوم
در دوران تصدی ناصر نوآموز بر فدراسیون فوتبال تصمیم عجیب باعث به وجود آمدن جنجالی دامنه‌دار میان هواداران تیم‌های استقلال و پرسپولیس شد که دامنه آن همچنان ادامه دارد. لیگ آزادگان ۱۳۷۱، به‌صورت ۱۶ تیم در ۲ گروه هشت تیمی برگزار شد. دو تیم اول هر گروه به مرحله نیمه نهائی صعود کردند. در تصمیمی دیگر که از سوی فدراسیون وقت گرفته شد نمایندگان هر استان در لیگ کشوری با قهرمانان لیگ استانی، مسابقاتی را موسوم به سوپر جام برگزار می‌کردند تا تیم‌هایی که در سوپرجام مجوز لازم را می‌گرفتند نمایندگان آن استان در لیگ بعدی می‌شدند (این قانون شامل تیم‌های قهرمان و نائب قهرمان نمی‌شد).
پس از برگزاری مرحله نیمه نهائی و فینال، پاس و پرسپولیس اول و دوم شدند و طبق قانون در سوپر جام فوتبال تهران هر مقامی می‌آوردند در لیگ سال آینده (لیگ۱۳۷۲)ماندنی بودند. در نتیجه بعد از پایان لیگ، سوپر جام تهران ۱۳۷۱ برگزار شد. در تهران این تیم‌ها شامل ۴ تیم تهرانی لیگ کشوری (پاس، پرسپولیس، کشاورز و استقلال تهران) و تیم‌های قهرمان تا چهارم جام باشگاه‌های تهران (سایپا، گسترش، بانک تجارت و پورا) می‌شد. سهمیه تهران برای لیگ آینده(۱۳۷۲) ۴ تیم بود. چون پاس و پرسپولیس قهرمان و نائب قهرمان لیگ شده بودند در نتیجه در لیگ سال آینده حضور داشتند. در نتیجه از ۶ تیم باقی مانده، ۲ تیم دیگر باید برای سال آینده انتخاب می‌شدند. در پایان سوپرجام تهران تیم‌های سایپا٬پرسپولیس٬کشاورز، بانک تجارت٬پورا، گسترش، استقلال تهران و پاس مقام‌های اول تا ششم را کسب کردند؛ بنابراین طبق قانون، سایپا و کشاورز دیگر نمایندگان تهران (علاوه بر پاس و پرسپولیس) برای لیگ ۱۳۷۱ شدند و تیم‌های گسترش، پورا و استقلال تهران به لیگ دسته سوم سقوط کردند. با همین تصمیم و شیوه تیم پلی اکریل اصفهان با اینکه در گروهش سوم شده بود به دسته دوم سقوط کرد.

## مرحله گروهی
گروه اول
| رتبه | تیم           | بازی | برد | مساوی | باخت | زده | خورده | تفاضل | امتیاز | توضیحات                           |
| ---- | ------------- | ---- | --- | ----- | ---- | --- | ----- | ----- | ------ | --------------------------------- |
| ۱    | تراکتورسازی   | ۱۴   | ۸   | ۵     | ۱    | ۲۳  | ۱۱    | ۱۲+   | ۲۱     | صعود به مرحله نیمه نهایی          |
| ۲    | کشاورز        | ۱۴   | ۷   | ۴     | ۳    | ۱۸  | ۹     | ۹+    | ۱۸     | صعود به مرحله نیمه نهایی          |
| ۳    | استقلال تهران | ۱۴   | ۴   | ۸     | ۲    | ۱۰  | ۸     | ۲+    | ۱۶     | سقوط به لیگ دسته سوم فوتبال ایران |
| ۴    | صنعت نفت      | ۱۴   | ۵   | ۵     | ۴    | ۱۰  | ۱۱    | ۱-    | ۱۵     |                                   |
| ۵    | جنوب اهواز    | ۱۴   | ۵   | ۳     | ۶    | ۱۳  | ۱۳    | ۰     | ۱۳     |                                   |
| ۶    | کما شیراز     | ۱۴   | ۲   | ۶     | ۶    | ۸   | ۱۴    | ۶-    | ۱۰     | سقوط به لیگ دسته دوم فوتبال ایران |
| ۷    | وحدت ساری     | ۱۴   | ۳   | ۲     | ۹    | ۱۶  | ۲۲    | ۶-    | ۸      | سقوط به لیگ دسته دوم فوتبال ایران |
| ۸    | سپیدرود       | ۱۴   | ۲   | ۳     | ۹    | ۹   | ۲۱    | ۱۲-   | ۷      | سقوط به لیگ دسته دوم فوتبال ایران |

گروه دوم
| رتبه | تیم           | بازی | برد | مساوی | باخت | زده | خورده | تفاضل | امتیاز | توضیحات                           |
| ---- | ------------- | ---- | --- | ----- | ---- | --- | ----- | ----- | ------ | --------------------------------- |
| ۱    | پرسپولیس      | ۱۴   | ۶   | ۶     | ۲    | ۲۳  | ۱۱    | ۱۲+   | ۱۸     | صعود به مرحله نیمه نهایی          |
| ۲    | پاس           | ۱۴   | ۵   | ۷     | ۲    | ۲۰  | ۱۴    | ۶+    | ۱۷     | صعود به مرحله نیمه نهایی          |
| ۳    | پلی اکریل     | ۱۴   | ۶   | ۳     | ۵    | ۱۴  | ۲۰    | ۶-    | ۱۵     | سقوط به لیگ دسته سوم فوتبال ایران |
| ۴    | ملوان         | ۱۴   | ۴   | ۶     | ۴    | ۱۸  | ۱۵    | ۳+    | ۱۴     |                                   |
| ۵    | استقلال اهواز | ۱۴   | ۴   | ۶     | ۴    | ۱۷  | ۱۷    | ۰     | ۱۴     |                                   |
| ۶    | برق شیراز     | ۱۴   | ۴   | ۶     | ۴    | ۹   | ۱۶    | ۷-    | ۱۴     |                                   |
| ۷    | نساجی         | ۱۴   | ۳   | ۵     | ۶    | ۱۵  | ۱۷    | ۲-    | ۱۱     |                                   |
| ۸    | ابومسلم       | ۱۴   | ۱   | ۷     | ۶    | ۱۰  | ۲۱    | ۱۱-   | ۹      | سقوط به لیگ دسته سوم فوتبال ایران |

## مرحله حذفی
نیمه نهایی
پرسپولیس ۲ - کشاورز ۰
گل‌ها: ناصر محمدخانی، حسین عبدی

پاس ۱ - تراکتورسازی ۰ (بازی رفت)
تراکتورسازی ۱ - پاس ۱ (بازی برگشت)

## فینال
| پاس                                            | ۱–۱   | پرسپولیس                             |
| ---------------------------------------------- | ----- | ------------------------------------ |
| مدیرروستا ۴۰' · یوسفی '؟                       |       | باوی ۶۷'                             |
| ضربات پنالتی                                   |       |                                      |
| سهرابی · عباسی · شهبندیان · زینعلی · مدیرروستا | ۵ – ۳ | داداش‌زاده · درخشان · روزبهانی · باوی |

نتیجه نهایی لیگ آزادگان در سال ۱۳۷۱
1. پاس
2. پرسپولیس
3. کشاورز و تراکتورسازی

| قهرمان لیگ آزادگان      | صعود به                      |
| ----------------------- | ---------------------------- |
| پاس تهران               | جام باشگاه‌های آسیا ۹۴–۱۹۹۳   |
| نایب قهرمان لیگ آزادگان | صعود به                      |
| پرسپولیس                | جام برندگان جام آسیا ۹۴-۱۹۹۳ |

## جدول پایانی
| رتبه | تیم      | انتخابی                      |
| ---- | -------- | ---------------------------- |
| ۱    | پاس      | جام باشگاه‌های آسیا ۹۳–۱۹۹۲   |
| ۲    | پرسپولیس | جام برندگان جام آسیا ۹۳–۱۹۹۲ |
| ۳    | کشاورز   |                              |
| ۳    | تراکتور  |                              |

## جدول گلزنان
| رتبه | نام            |    | باشگاه      |
| ---- | -------------- | -- | ----------- |
| ۱    | جمشید شاه‌محمدی | ۱۱ | کشاورز      |
| ۲    | حسن شیرمحمدی   | ۸  | پرسپولیس    |
| ۳    | حسین خطیبی     | ۷  | تراکتورسازی |
| منبع |                |    |             |

## یادکرد منابع
1. ↑  صداقت، ۱۰۸.
2. ↑  صداقت، ۱۰۸.
3. ↑  صداقت، ۱۰۸.
4. ↑  صداقت، ۱۰۸.
5. ↑  توضیح در مورد چگونگی سقوط استقلال به لیگ دسته 3
6. ↑  باشگاه استقلال تهران در سال ۱۳۷۱ با سرمربی‌گری بیژن ذوالفقار نسب به لیگ دسته سه سقوط کرد
7. ↑  صدر، حمیدرضا (۱۳۹۲)، پسری روی سکوها، تهران: نشر زاوش
8. ↑  صداقت، ۱۰۸.